# Ickenham (metrostation)
Ickenham is een station van de metro van Londen aan de Metropolitan Line en Piccadilly Line.

## Geschiedenis

### Harrow & Uxbridge
In 1897 werd de Harrow & Uxbridge Railway opgericht om Uxbridge per spoor te verbinden met de Metropolitan Railway (MR), de latere Metropolitan Line, en daarmee met de binnenstad. Begin 20e liep de lijn door landelijk gebied zodat alleen bij het dorp Ruislip een tussenstation kwam. Op 4 juli 1904 werden de lijn tussen Roxborough Road aansluiting en Uxbridge, en de stations Ruislip en Uxbridge geopend met stoomdiensten. In 1905 werd de spoorlijn geëlektrificeerd en kwamen er elektrische metrostellen. 
De Ickenham Parish Council drong aan op een eigen station langs de lijn maar de vervoerder voelde daar niets voor omdat ze een te kleine reizigersstroom en daarmee te weinig inkomsten verwachtte in het gebied. Als compromis werd op 25 september 1905 een halte met korte perrons langs de lijn geopend. De nieuwe halte bracht reizigers uit Londen die op zoek waren naar een dagje uit in een landelijke omgeving. Dorpsbewoners uit de buurt van de halte, verkochten bloemen uit hun tuinen en serveerden thee. Op aandringen van het parochiebestuur werden in december 1905 abri's op de perrons geplaatst. In 1906 werd de lijn overgenomen door de MR die toch al de elektrische diensten verzorgde, waarmee het de Uxbridgetak van de MR werd. Op 1 maart 1910 werd de District Railway (DR), de latere District Line, vanuit South Harrow doorgetrokken naar Rayners Lane waarna zowel de MR als de DR naar Uxbridge reden. In 1910 werd bij Ickenham ook een hokje voor de kaartverkoop geplaatst.

### Metroland
Voor het gebied ten noordwesten van Londen had de reclame-afdeling van MR in 1915 de naam Metroland bedacht voor potentiële woonwijken rond haar lijnen. Hiermee wilde ze bewoners van de binnenstad verleiden tot een verhuizing naar de gebieden ten noordwesten van de stad, waarmee ze zelf klanten genereerde voor de metro. In het interbellum groeide metroland gestaag en in 1922 werden de perrons bij Ickenham verlengd tot metrostandaard. In 1929 begon de verlenging van de Piccadilly Line aan de oostkant van de stad en aan de westkant werd de District tak naar Uxbridge vernieuwd omdat deze als westelijke deel van de Piccadilly Line zou gaan fungeren. 
In juli 1933 werd het openbaar vervoer in Londen genationaliseerd in de London Passenger Transport Board (LPTB) zodat alle metrobedrijven in een hand kwamen. Op 23 oktober 1933 werd de dienstregeling van de District Line overgenomen door de Piccadilly Line. LPTB ontvouwde het New Works Programme 1935 - 1940 waarmee ze knelpunten in het metronet wilde aanpakken, maar Ickenham moest tot 1970 wachten voordat de ombouw van de halte begon, het bescheiden station met overkapte perrons werd in 1971 opgeleverd. In 2018 werd aangekondigd dat het station volledig rolstoeltoegankelijk zal worden gemaakt, als onderdeel van een investering van  £ 200 miljoen om het aantal rolstoeltoegankelijke stations van de metro te vergroten.

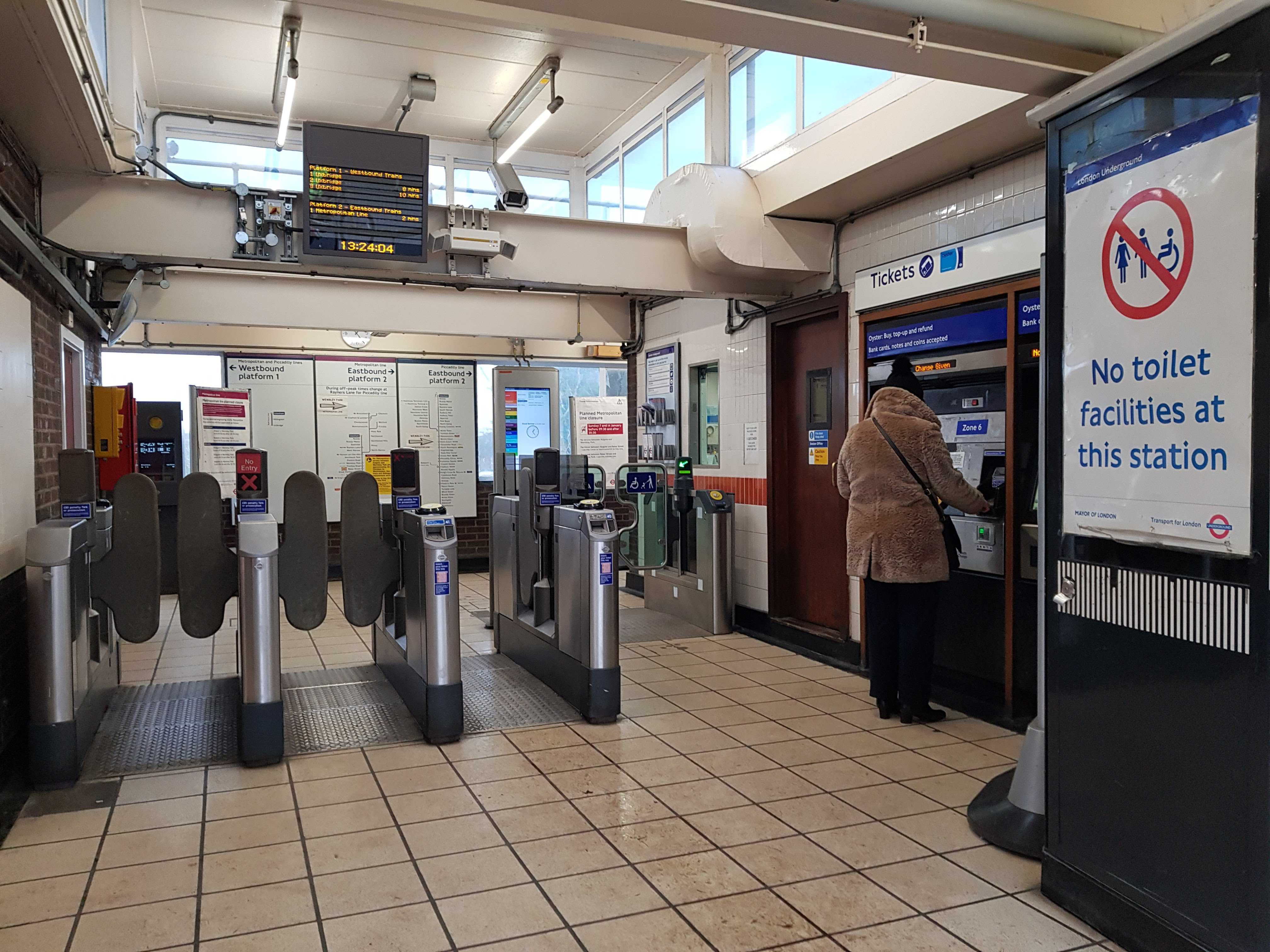
De stationshal van Ickenham.
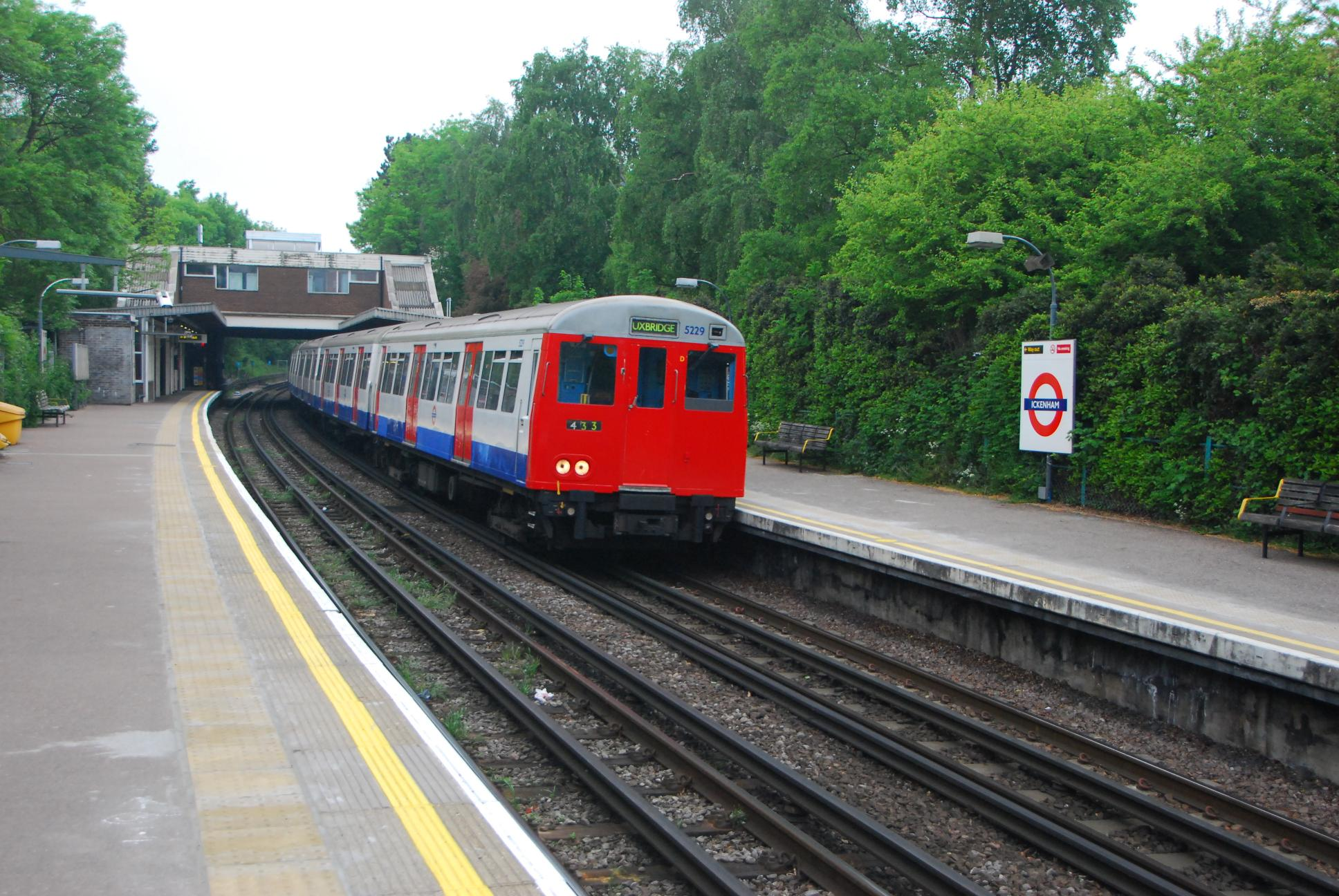
De District Line op weg naar Uxbridge.
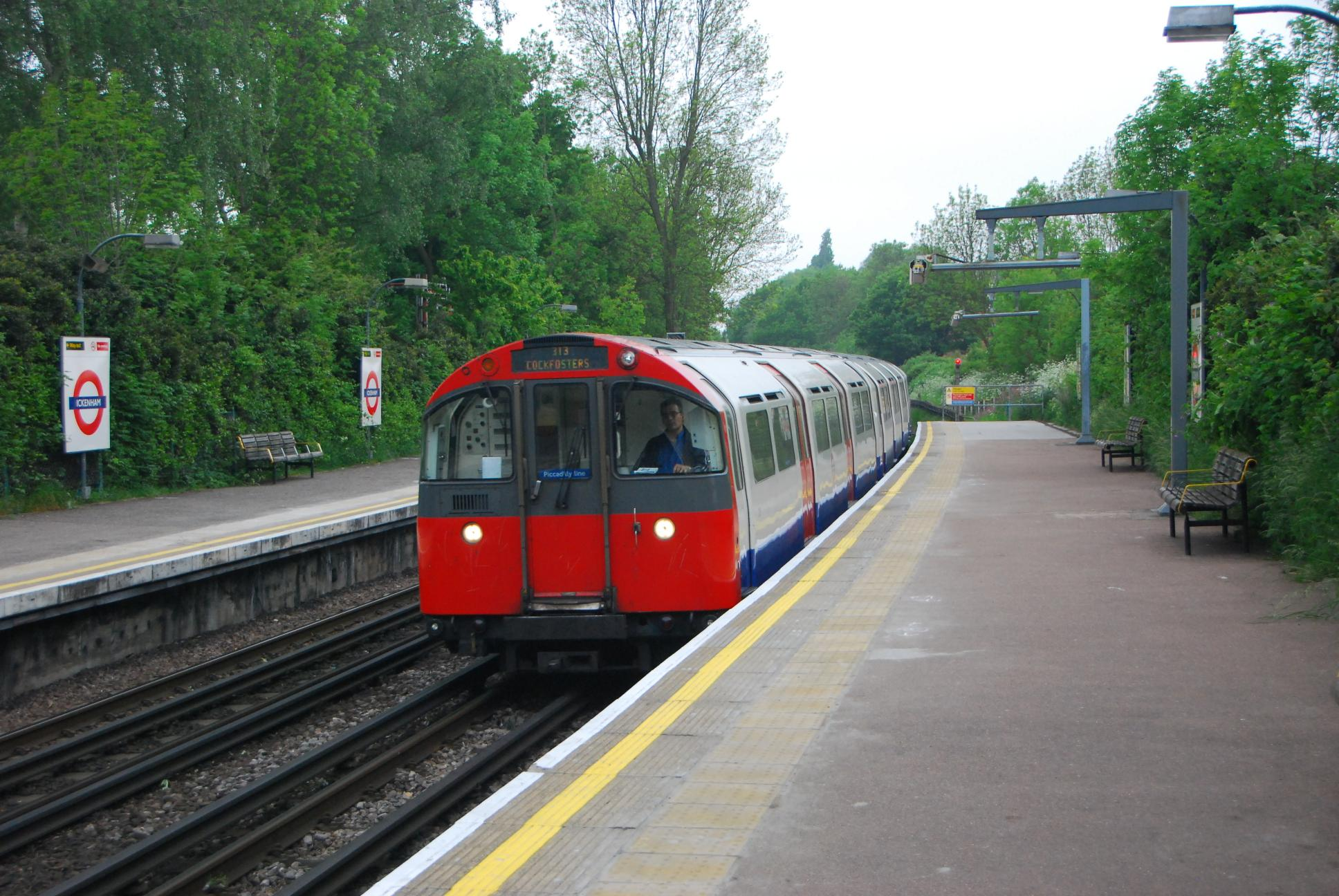
De Piccadilly Line op weg naar het oosten.

## Reizigersdienst

### Metropolitan Line
De Metropolitan Line is de enige lijn met sneldiensten die op de Uxbridgetak alleen rijden in de ochtendspits (06:30 tot 09:30) van maandag tot vrijdag. Deze semi-snelle metro's stoppen niet bij Northwick Park, Preston Road en Wembley Park.
De normale dienst tijdens daluren omvat:
- 8 ritten per uur naar Aldgate (alle stations)
- 8 ritten per uur naar Uxbridge

De dienst tijdens de ochtendspits omvat:
- 2 ritten per uur naar Aldgate (semi-snel)
- 4 ritten per uur naar Aldgate (alle stations)
- 4 ritten per uur naar Baker Street (alle stations)
- 10 ritten per uur naar Uxbridge

De dienst tijdens de avondspits omvat:
- 7 ritten per uur naar Aldgate (alle stations)
- 3 ritten per uur naar Baker Street (alle stations)
- 10 ritten per uur naar Uxbridge

### Piccadilly Line
Tussen Rayners Lane en Uxbridge rijden voor ongeveer 06:30 uur (maandag - vrijdag) en 08:45 uur (zaterdag & zondag) geen metro's op de Piccadilly Line, behalve één vertrek in de vroege ochtend vanuit Uxbridge om 05:18 uur (maandag - zaterdag) en 06:46 uur (zondag).
De normale dienst tijdens de daluren omvat:
- 3 ritten per uur naar Cockfosters
- 3 ritten per uur naar Uxbridge

Tijdens de spits geldt:
- 6 ritten per uur naar Cockfosters
- 6 ritten per uur naar Uxbridge